# Krüzselyi Erzsébet
Krüzselyi Erzsébet, írói neve Krüzselyi Erzsike, álneve Viski Böske (Máramarossziget, 1875. március 21. – Szatmárhegy, 1953. október 15.) költőnő, Krüzselyi Bálint és Pellády Erzsébet leánya.

## Életútja
Hatéves korától egy betegség miatt egyre gyengülő látással, nyolcéves korától hallássérültként, önművelő módon képezte magát; az 1930-as évektől elvesztette látását is. Tragikus sorsa rányomta bélyegét irodalmi munkásságára.
Felsővisón élt, írásait A Hírnök, Pásztortűz, Vasárnap, Ellenzék közölte. A Brassói Lapok gyermekrovatában Erzsika néni és Pápaszemes Erzsika néni aláírással jelentek meg meséi, gyermektörténetei. Az 1902-ben alakult máramarosszigeti Szilágyi István Irodalmi Kör, 1924-től az Erdélyi Irodalmi Társaság (EIT), 1926-tól a Kemény Zsigmond Társaság (KZST) tagja. A II. világháború után Szatmárhegyre költözött, ekkorra már minden kapcsolata megszűnt a külvilággal.
Első versei, novellái 1893-tól kezdve édesapja, Krüzselyi Bálint lapjában, a Máramarosban jelentek meg. Írásait Budapesten A Hét, Magyar Nők Lapja, Magyar Bazár, Magyar Lányok, Ország-Világ, Pesti Napló, Új Idők, Vasárnapi Ujság közölte. Tompa Mihály, Reviczky Gyula, Szabolcska Mihály hatott költői indulására; később, az erdélyi magyar irodalom önálló kibontakozása során mint "Csendország rabja" adott hangot a női lélek problémáinak. Jellemző vonása a fojtott tragikus életérzés, a magányosság. "Legnagyobb hatása ott, ahol a modern líra eredményeit finoman, tartózkodóan s egyéniségéhez illő módon olvasztja, ötvözi magába" – írja róla Reményik Sándor. Világos felépítésű, műgonddal írt verseiben egyaránt hangot ad egyéni tragédiájának, mély vallásosságának s a női lélek rezdüléseinek.

## Verskötetei
- Versek (Máramarossziget, 1897)
- Újabb versek (Máramarossziget, 1902)
- Örök csendben (Máramarossziget, 1907)
- Csendország dalai (Budapest, 1913)
- Hangtalan lírán (Máramarossziget, 1924)
- Örök csenddel ködön át (Budapest, 1928)
- Ködös csendváramból kis verscsokor (Nagyvárad, 1933)

## Kapcsolódó információk
- Oláh Károly: Krüzselyi Erzsébet, a költő. Máramarosszigeti Lapok, 1906/21.
- Reményik Sándor: Hangtalan lírán. Pásztortűz, 1924/14.
- Walter Gyula: Krüzselyi Erzsébet versei. Vasárnap, 1928/15.
- Muzsnay Árpád: Krüzselyi Erzsébet irodalmi hagyatéka. Magyar Könyvszemle, Budapest, 1973/2
- Muzsnay Árpád: Mikor halt meg Krüzselyi Erzsébet? Utunk, 1976/6.
- Marosi Ildikó: Fukaron mért rokoni szeretet. Krüzselyi Erzsébet levele Kőmíves Nagy Lajoshoz. Utunk évkönyv, 1976. 175-77.